# روث ميلر (كاتبة)
روث ميلر (بالإنجليزية: Ruth Miller)‏ هي كاتِبة وشاعرة جنوب أفريقية، ولدت في 1919، وتوفيت في 1969.